# Grande Ravine
Ne doit pas être confondu avec Grande Ravine des Lataniers.
La Grande Ravine est un fleuve de l'ouest de l'île de La Réunion, un département d'outre-mer français du sud-ouest de l'océan Indien. Il prend sa source près du sommet du Grand Bénare puis s'écoule, tout le long de son parcours, sur le territoire communal de Trois-Bassins.
Le viaduc de la Grande Ravine (288 mètres) permet depuis 2009 le franchissement rapide de sa vallée encaissée par la route des Tamarins.